# Mops pumilus
Mops pumilus — вид кажанів родини молосових.

## Середовище проживання
Цей широко розповсюджений вид зустрічається від Сенегалу на заході ареалу на схід в Ємен та південний-захід Саудівської Аравії, і далеко на південь, до ПАР. Він був записаний з острова Біоко і острови Аннобон (Екваторіальна Гвінея), Пемба і Занзібар (Танзанія), Коморські острови, Майотта і на Мадагаскарі та на атолі Альдабра на Сейшельських островах. Вид зустрічається в різних середовищах проживання від напівпосушливих районів на півночі ареалу до саван і лісів. Висота проживання: нижче 1000 над рівнем моря. 

## Стиль життя
Колонії цього виду можуть містити від кількох тварин (між 5 і 20) до сотні особин. Часто лаштує сідала в будівлях. Природні сідала знаходяться в западинах і щілинах дерева, кронах різних видів пальм.